# Kosmogoni
Kosmogoni er læren eller fortællingen om verdens oprindelse. Betegnelsen kosmogoni refererer til både religiøse skabelsesfortællinger, myter og videnskabelige teorier om universets begyndelse. Begrebet kosmogoni kommer fra græsk, κοσμογονία (eller κοσμογενία), fra κόσμος «kosmos», «verden», og roden γί(γ)νομαι / γέγονα «blive født», «vende sig», «forandre sig». I den specielle videnskabelige kontekst om verdensrummet og astronomien refererer begrebet til teorier om dannelsen og oprindelsen af universet.
Kosmogoni må ikke forveksles med kosmologi som betegner videnskaben om universets struktur og oprindelse.

## Ekstern reference
- Kosmogoni. Den Store Danske
- Kosmogoni - filosofi. Store norske leksikon